# Castello di Hohenstaufen
Il castello di Hohenstaufen (in tedesco: Burg Hohenstaufen), noto anche come castello di Waiblingen, è una rovina, che giace al di sopra della località Hohenstaufen, oggi parte di Göppingen nel Baden-Württemberg, in Germania. Il castello sulla collina fu sede ancestrale della ormai estinta casata di Hohenstaufen.

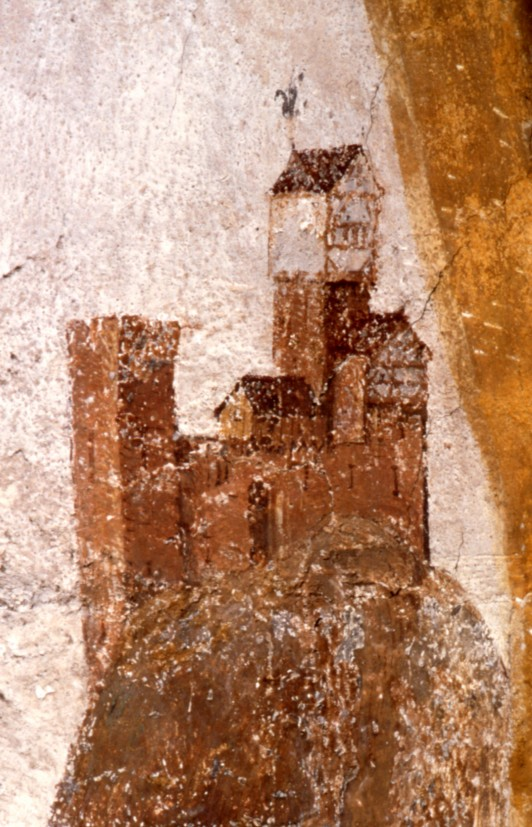
Affresco del castello in Oberhofen Kirche, Göppingen, c. 1470

Il castello si trova sul monte Hohenstaufen, 684 m (2.244 piedi) sul livello del mare. Il nome Stauf si riferisce alla forma conica della collina, come una tazza rovesciata.

## Medioevo
Il castello di Hohenstaufen venne costruito nel 1070 circa dal duca Federico I di Svevia come una fortezza per proteggere gli interessi di famiglia. Fino al XIII secolo, il castello è appartenuto alla dinastia Hohenstaufen e nel 1181 vi abitò l'imperatore Federico Barbarossa. Irene Angela, la vedova del figlio di Barbarossa Filippo di Svevia, morì nel castello nel 1208.
Dopo la caduta degli Hohenstaufen nel 1268 il castello fu dichiarato possedimento imperiale da Rodolfo I d'Asburgo. La posizione strategicamente e simbolicamente importante fu causa di costante contesa tra i Conti di Württemberg e il Sacro Romano Impero.
Dal 1372 il castello divenne proprietà dei Württemberg e dopo la cacciata del duca Ulrico di Württemberg da parte dei membri della Lega sveva nel 1519, Georg Staufer di Bloßenstaufen reclamò con successo il castello, come discendente della vecchia dinastia degli Hohenstaufen. A difesa del maniero rimase una guarnigione ridotta e nel 1525 fu espugnato e distrutto dai ribelli durante la guerra dei contadini tedeschi. Le pietre dal castello furono successivamente utilizzate per la costruzione nel Rinascimento del castello di Göppingen.

## Tempi moderni
Dall'unificazione della Germania del 1871 il castello è stato considerato come monumento nazionale. L'archeologo Walther Veeck vi intraprese scavi tra il 1936 e il 1938 ed ulteriori scavi vennero effettuati tra il 1967 e il 1971. In tale ultima occasione furono consolidate le fondamenta e nel 2002 è stata posta una stele commemorativa Hohenstaufen (Stauferstele). Nel 2009 sono stati realizzati nuovi interventi conservativi.
Il museo Staufer, che si trova all'incrocio tra Pfarrgasse e Kaiserbergsteige in Hohenstaufen, contiene manufatti e informazioni storiche sul sito. Il sentiero che porta al castello inizia tra le due chiese che sono adiacenti al Museo Staufer.